# Schnauder Ø
Schnauder Ø – niezamieszkana wyspa u wschodnich wybrzeży Grenlandii położona na Morzu Grenlandzkim. Powierzchnia wyspy wynosi 180,3 km² a długość jej linii brzegowej to 105 km.